# Saccharosydnini
Saccharosydnini – plemię pluskwiaków z rodziny szydlakowatych i podrodziny Delphacinae.
Takson ten wprowadił jako pierwszy Juhan Vilbaste w 1968 roku.
Pluskwiaki te charakteryzują się obecnością siedmiu (w układzie 2+5) dystalnych kolców zagoleniowych. Na tylnych skrzydłach żyłka medialna zlewa się na prawie całej długości z żyłką kubitalną. Dystalne żyłki analne, podobnie jak u Tropidocephalini, nie rozwidlają się.
Przedstawiciele tego plemienia zasiedlają Amerykę Południową i Centralną, Karaiby, Japonię, Indie i dalekowschodnią Rosję.
Należą tu 4 następujące rodzaje:
- Lacertina Remes Lenicov et Rossi Batiz, 2011
- Neomalaxa Muir, 1918
- Pseudomacrocorupha Muir, 1930
- Saccharosydne Kirkaldy, 1907